# Felipe Molero Bueno
Felipe Molero Bueno fue un teniente de la 3.ª Brigada de la Agrupación de Guerrilleros Republicanos Españoles de la división 204.

## Historia
Felipe Molero, nació en Málaga el año 1914. Carpintero. Fue teniente de la 3.ª Brigada de la Agrupación de Guerrilleros Republicanos Españoles. También conocidos como los maquis. Participó en la operación "Reconquista de España" (Invasión del Valle de Arán) cruzando la frontera en septiembre de 1944. 
Iniciaron la invasión desde el Port vell de Lérida junto la brigada 402.ª. Falleció en Barcelona en el 2003.

## La invasión
El 19 de octubre de 1944 a las seis de la madrugada, armados con fusiles franceses, checos y alemanes, subfusiles Sten y ametralladoras Bren, algunos morteros del calibre 81 y un antiaéreo, los hombres de la división 204 iniciaron el avance, en tres columnas con la finalidad de converger las tres al sur de Viella:
la principal, compuesta por las brigadas 7.ª, 9.ª, 11.ª, 15.ª, 410.ª, 471.ª, 526.ª y 551.ª,8 por el valle central con el objetivo de tomar Viella.
la segunda que avanzó por el valle del Gállego con las brigadas 21.ª y 468.ª.
la tercera que entró a España por el Port Vell de Lérida con las brigadas 3.ª y 402.ª.
En el bajo Arán la progresión del maquis fue muy rápida, la brigada 11.ª entró por el puerto de Benasque, girando hacia Hospital de Viella, para cerrar el paso a los refuerzos franquistas. La brigada 551.ª, entró por el Puerto de La Roqueta y se dividió en tres columnas: una se dirigió a Bausén y Caneján provocando la huida de la Guardia Civil, la segunda columna se dirigió a Lés, ocupando Pursingles y tomando a 10 guardias civiles como prisioneros, y la tercera entró por los pasos de Estiuera y Cuma, dirigiéndose hacía Bosost, donde la Guardia Civil ofreció resistencia desde su cuartel. La 410.ª brigada, se introdujo por el Puerto de Tavascan en dirección a Las Bordas donde encontró una resistencia de la segunda compañía del Batallón Albuera.
En el Alto Arán la resistencia fue más dura. La 9.ª brigada entró por el Puerto de Orla en dirección a Salardú, ocupando Bagerque mientras uno de los batallones se instalaba en unos cerros desde donde se controlaba la carretera Tremp-Viella y el resto de la brigada atacaba Salardú sin poder tomar el pueblo.
En sus inicios la operación fue un éxito, ocupando Bausén, Caneján, Pursingles, Pradet, Lés, Bosost, La Bordeta, Vilamós, Benós, Las Bordas, Aubert, Betlán, Vilach, Mont, Montcorbau y Vila, estableciendo en Bosost el estado mayor el día 20 de octubre donde permaneció hasta la retirada, parando la ofensiva el día 23 en las afueras de Viella, donde se habían fortificado José Moscardó con la Guardia civil y el ejército. Los principales combates tuvieron lugar en Bosost y en Salardú el día 19, y en La Bordeta y Las Bordas, el día 20.

## Consecuencias
El fracaso de la Operación Reconquista de España, cuyos datos oficiales señalan 588 bajas entre los guerrilleros invasores, tuvo importantes repercusiones en el PCE; Jesús Monzón vio quebrada su carrera política, fue capturado en Barcelona y encarcelado hasta su indulto en 1959, exiliándose a México. Santiago Carrillo, en cambio, vio reforzada su carrera. Charles de Gaulle desarmó a los guerrilleros para asegurar la tranquilidad con Francisco Franco a cuyo gobierno había reconocido oficialmente el 16 de octubre.
Las operaciones del maquis comunista, transformando la estructura militar en agrupaciones guerrilleras continuaron en diferentes lugares del territorio español, se creó la II Agrupación Guerrillera en La Coruña o la Agrupación Guerrillera de Asturias, siendo especialmente activa la Agrupación guerrillera de Levante y Aragón (AGLA), pero en el año 1948 el partido decidió cancelar las operaciones por consejo de Stalin. El final de los guerrilleros, que no cayeron muertos o hechos prisioneros y fusilados, fueron las guerras coloniales en Indochina o Argelia, enviados por las autoridades francesas bajo amenaza de extradición.